# Darganata
Darganata (bis 2002: Birata) ist der Hauptort des Distrikt Darganata in der Provinz Lebap welaýaty in Turkmenistan. Der Ort wurde erst am 27. Juli 2016 durch die Parliamentary Resolution No. 425-V zur Stadt erhoben und der alte Name Darganata wurde am 5. November 2017 durch die Parliamentary Resolution No. 679-V neueingeführt.

## Geographie
Die Stadt liegt an der Grenze zur Provinz Buxoro in Usbekistan, welches am Nordufer des Amudarja angrenzt. Der Ort liegt in der fruchtbaren Aue des Amudarja und grenzt im Süden unmittelbar an Wüstengebiet.
Siedlungen in dem Gebiet sind Hojalyk, Vayuar und Kranch.

## Geschichte
Die Stadt entwickelte sich aus der choresmischen Siedlung Dargan; die heutige Stadt liegt ca. 3 km nördlich. Von Dargan existieren nur noch Teile der Stadtmauern und das Darganata Mausoleum, welches als Grabstätte von Abu Muslim gilt.

## Etymologie
Die Herkunft des Namens Darganata ist obskur. Es gibt Vermutungen, dass dargan auf eine arabische Wurzel mit Bedeutungselementen von „Boot“ oder „Schiffsrumpf“ zurückgeht (aufgrund der Nähe zum Amudarja). In dieser Version ist die Endung ata jedoch nicht erklärbar.
Paul Brummell bemerkt, dass der Name „Darganata“ als „Geteilter Stamm der Ata“ gedeutet wurde, weshalb die Umbenennung in Birata erfolgte, was „Vereinigter Stamm der Ata“ gedeutet werden kann.